# 篠田みなみ
篠田 みなみ（しのだ みなみ、1994年6月3日 - ）は、日本の女性声優。千葉県出身。フリー。

## 来歴
『シャーマンキング』のアニメを見たころから声優という職業を意識し始めたが、元々はディズニーランドのダンサーやミュージカル俳優も目指して幼少期にダンスを習って育った。だが、身長が147cmであることから職業柄制限される場合が多く、容姿に関係なくさまざまな表現ができる声優という職業を選んだ。
小学校の頃はシンガポールにて暮らしており、小学校3年生の頃はソーラン節を、2年後にはジャズダンスを始めており、10年以上も習っている。このため、小学校の文集には「ダンサーになりたい」と書くほどだった。また、学生時代には軽音楽部でギターも経験している。
高校1年生の頃にお芝居を勉強したいと日本ナレーション演技研究所に通い、高校3年生になる頃には声優業を仕事にしたいと意識したことを語っている。在学中には、篠田みなみと諏訪ななかと栗山りさによるラジオ番組『アニラブ！ガチャガチャ』で初めての仕事を獲得し、『アニラブ!ガチャガチャ』のオーディションは『本気!アニラブ』第1期のオーディション落選後に合格した。『アニラブ!ガチャガチャ』の放送終了後、2013年の春にヴィムス所属となる。
2014年2月19日、スマートフォン向けアプリケーションゲーム『Tokyo 7th シスターズ』がリリースされ、春日部ハル役として初のメインキャラクターを演じる。この役は篠田が声優のオーディションで初めて合格した役にもなった。また、2014年4月には『一週間フレンズ。』にて初のテレビアニメ出演を果たす。さらに、同月から開始した『本気!アニラブ』では、第4期生の火曜日担当として初の個人ラジオ番組を経験した。
2015年春には、株式会社MICのあすかと篠田みなみがパーソナリティを務めるラジオ番組『篠田みなみ・MICあすかのクリエイターズサロン!』が放送された。また、同時期に『声優グランプリ』2015年4月号の別冊付録『新人声優NOTEBOOK 2015』にて初めての雑誌掲載インタビューと撮影が掲載された。同年6月には、『t7s 1st Anniversary Live』で初のライブイベント出演を果たす。
2016年4月、『ふらいんぐうぃっち』の木幡真琴役で初のテレビアニメ主演を果たす。
2018年1月、『きららファンタジア』にて『キルミーベイベー』の呉織あぎり役を引退した高部あいから引き継ぐ。同年9月、自ら演じる『温泉むすめ』の道後泉海と共に『道後温泉観光親善大使』に任命された。
2020年、劇団東京都鈴木区の舞台「ヒロイン ア ゴーゴー!〜あの日の魔法少女〜」にて、詩葉役を演じる予定であったが上咽頭炎の症状により、舞台上での発声が困難と判断し、降板する事になった。また本公演は新型コロナウイルス流行の影響のため、舞台は中止となり、映像作品として収録・販売された。
2021年8月31日からヴィムスを離れフリーランスになる。

## 人物
資格は英語検定準2級、漢字検定3級、韓国語能力検定初級を所持。特技は、手を合掌させてうねうねさせること。
好きな食べ物はチャーハン、ツブ貝などの貝類。
声優にとって必要だと思うことについて、1番目は「好奇心」、2番目は「ワクワクすること」、3番目は「真剣」であること、また仕事の現場での対応力も声優として必要なスキルと語っている。また、これから声優を目指す人には、学校の授業等のこともすべていつか活かせるものだと思って頑張ってほしいとも語っていた。
憧れの声優には矢島晶子を挙げている。また、仲の良い声優には、井澤美香子、中島唯、高田憂希、道井悠、井ノ上奈々、大地葉、橋本ちなみ、山本希望、高井舞香などを挙げている。井澤とは事務所に所属する前に共演して以来の仲であり、山本希望とは趣味仲間でもある。ヴィムス所属時の同期には、橋本のほかに泊明日菜、野上翔、八代拓がいる。

## 出演
太字はメインキャラクター。

### テレビアニメ
2014年
- 一週間フレンズ。（クラスメイト）

2015年
- 暁のヨナ（観客）
- アイカツ!（中学生、生徒）
- うたの☆プリンスさまっ♪ マジLOVEレボリューションズ（通行人）
- ゴッドイーター（2015年 - 2016年、難民、少女）
- Dance with Devils（女子生徒）

2016年
- ももくり（女子生徒）
- ふらいんぐうぃっち（木幡真琴）
- Re:ゼロから始める異世界生活（カイン） - 2020年に第1期新編集版が放送
- ジョジョの奇妙な冒険 シリーズ（2016年 - 2022年、女子生徒B、レイコ、女観光客1、女囚B） - 3シリーズ
- 坂本ですが?（女子生徒）
- ねじ巻き精霊戦記 天鏡のアルデラミン
- 斉木楠雄のΨ難（女子生徒C、女性B、女の子）
- 競女!!!!!!!!（生徒）
- クラシカロイド（2016年 - 2018年、友達A / 詠子、小学1年生、女、バッハ化した人々） - 2シリーズ
- 魔法少女育成計画（男子B）
- Lostorage incited WIXOSS（2016年 - 2018年、ピルルク） - 2シリーズ
- ベイブレードバースト（アキオ）

2017年
- 亜人ちゃんは語りたい（町京子）
- 風夏（女性客）

2018年
- スロウスタート（関根ももか）
- りゅうおうのおしごと!（生石飛鳥）
- レイトン ミステリー探偵社 〜カトリーのナゾトキファイル〜（2018年 - 2019年、ベンガリー）
- ハイスクールD×D HERO（ルフェイ・ペンドラゴン）
- こみっくがーるず（小夢の担任）
- ラストピリオド -終わりなき螺旋の物語-（アルル）
- ちおちゃんの通学路（たっくん）
- やがて君になる（女子生徒）
- 叛逆性ミリオンアーサー（女子学生）

2019年
- フルーツバスケット（先輩、男の子）
- BAKUMATSUクライシス（子供）
- ライフル・イズ・ビューティフル（佐藤ちよ）

2020年
- ハクション大魔王2020（弟）
- 恋とプロデューサー〜EVOL×LOVE〜（子供）
- ツキウタ。 THE ANIMATION2（葵〈幼少期〉）
- A3!（観客）

2022年
- ハナビちゃんは遅れがち（観客C、客C、少年）

2023年
- 永久少年 Eternal Boys（浅井悠〈少年〉、ユッキー）
- 痛いのは嫌なので防御力に極振りしたいと思います。2（ヒナタ）

2024年
- リンカイ!（松戸梨花）
- はりねずみのルーチカ（ルーチカ）

### 劇場アニメ
- Tokyo 7th シスターズ -僕らは青空になる-（2021年、春日部ハル[39]）

### OVA
- ミス・モノクローム -The Animation-（2014年、MANAGER[6]）
- GRANBLUE FANTASY The Animation Extra 2（2017年、子供E）
- Re:ゼロから始める異世界生活 Memory Snow（2018年、カイン）
- OVA アズールレーン Queen's Orders（2023年、グナイゼナウ）

### Webアニメ
- 月曜日のたわわ（2016年、歯科助手）
- ふらいんぐうぃっち ぷち（2016年、木幡真琴[40]）
- モンソニ! ダルタニャンのアイドル宣言（2017年、ノンノ）
- モンスターストライク（2018年、エリヤ）
- コタローは1人暮らし（2022年、タクヤ[41]）

### 吹き替え

#### アニメ
- レゴ ネックスナイツ（2016年、ロビン・アンダーウッド[6]）
- ファイヤーバディ（2023年、ボー[42]）

### ゲーム
2014年
- 天空のクラフトフリート（イシュタル、アンリ、ユウカ、ピーシィ）
- Tokyo 7th シスターズ（春日部ハル、サクラ）

2015年
- サウザンドメモリーズ（ミラベル、ミア）
- 創作アリスと王子さま!（松田朱里）
- Diss World（フラワー、シュトゥルム）
- 白衣性愛情依存症

2016年
- グランスフィア 〜宿命の王女と竜の騎士〜（ディオーネ）
- パズルオブエンパイア（アウグストゥス、ロンメル）

2017年
- モン娘☆は〜れむ（町京子）
- 天華百剣 -斬-（義元左文字）
- ルナプリ from 天使帝國（シリカ）
- あやかし百鬼夜行〜極〜（町京子）
- アズールレーン（レキシントン、グナイゼナウ）
- ひらがな男子 いつらのこゑ（ぃ）

2018年
- きららファンタジア（呉織あぎり）
- 温泉むすめ ゆのはな これくしょん（道後泉海）
- 神撃のバハムート（万華の鳳凰）

2019年
- アズールレーン クロスウェーブ（レキシントン）
- けものフレンズ3（クジャク）
- デスティニーチャイルド（ケイノウ）

2020年
- ラストピリオド -終わりなき螺旋の物語-（アルル）
- Shadowverse（万華の鳳凰、聖石の使徒）

2022年
- クリスタルオブリユニオン（アメノウズメ）

2023年
- ウマ娘 プリティーダービー（タップダンスシチー）
- SUSHI BEN（居吹 渓）
- プリンセスコネクト！Re:Dive（2023年 - 2025年、ホウオウ）

2024年
- 神之塔：NEW WORLD（アナク・ザハード ）

2025年
- リバース:1999（ポワチエ）

### ドラマCD
- 三千世界の鴉を殺し（2014年、ピンキー・スコット）
- 温泉むすめ シリーズ（2017年 - 2020年、道後泉海）
- ふらいんぐうぃっち（2019年、木幡真琴[68]）

### ナレーション
- 『コンプティーク』2015年11月号発売CM[69]
- 満パンスター2023 -さらば&三四郎が3月にライブすることだけ決まってる番組-[70]（2022年、テレビ朝日）[71]
- 週刊ダウ通信[72]（2023年、テレビ朝日）[73]
- ABEMA Prime（2023年、AbemaTV） - 水曜日ナレーター[74]
- プロジェクトTWFC（2023年、広島県）[75]
- ワンホビギャラリー 2023 AUTUMN（2023年） - 「ねんどろいどFUNS」動画ナレーション[76]
- 農作業記録アプリ「agmiru」（2023年、リデン株式会社）[77]
- プロセカ全国統一テスト（2024年、YouTube）[78]
- ぼっち誕生日おめでとう（2024年、テレビ朝日）[79]
- 『オープンハウスグループ』WebアニメーションCM＜部室篇・帰り道篇・カフェ篇・告白編・上京編・雨宿り編＞（2024年 - 2025年、TikTok）[80][81][82]
- 『gaプログラミングつくばみらい校』CM（2025年6月、Instagram）[83]
- しくじり先生 presents バババ先生（2025年6月28日、テレビ朝日）[84]
- 『専門学校トライデント』PV （2025年、YouTube）[85]

### ボイスオーバー
- ハートネットTV ＃ろうなん（2024年6月5日[86]・11月5日[87]・2025年5月14日[88]、NHK Eテレ）
- JOYNT POPS（2024年 - 2025年、NHK BS、BSプレミアム4K）[89] [90]

### ラジオ
※はインターネット配信。
- 超!A&G+ アニラブ! ガチャガチャ（2012年 - 2013年、超!A&G+※）[6]
- 超!A&G+ 篠田みなみの本気!アニラブ（2014年、超!A&G+※）[6]
- 篠田みなみ・MICあすかのクリエイターズサロン!（2015年、超!A&G+※）[6]
- 大地・みなみのカレーチャーハン（2016年 - 2023年、ラジオ関西）[91]
- 篠田みなみのradioclub.jp（2016年、かつしかFM他）[6]
- 亜人ちゃんはラジオで語りたい〜でみらじ〜（2017年、音泉※）[92]
- 「温泉むすめ」ぷれぜんつ的なうぇぶらじお!みみぽか!!〜ゆーも遊びに来ちゃいなYOH!〜（2017年 - 、アニメイトタイムズ※）
- 篠田みなみ・指出毬亜のちぐはぐ。（2018年 - 2020年、超!A&G+※）[93]
- 篠田みなみのフリーだし（2023年 - 、ニコニコチャンネル『ONE TO ONE』内※）[94]

### ラジオCD
- ラジオCD『亜人ちゃんはラジオで語りたい〜でみらじ〜』Vol.1 - 2（2017年）

### モーションコミック
- ComicFestaアニメZone 更科昴くんの命令は絶対!!（森園羽十子）

### テレビ番組
※はインターネット配信。
- アニメマシテ（2017年、テレビ東京）MC
- ファンタジア文庫放送局（2017年 - 2019年、ニコニコ生放送・YouTube Live※）MC
- ナナシス放送局 in MixChannel（2020年 - 2023年、MixChannel※）MC[95]
- ぱかライブTV Vol.31（2023年7月30日、 YouTube※）タップダンスシチー 役[96]
- ぱかライブTV Vol.32 2.5周年記念 ハッピーサマーフェス！（2023年8月22日、 YouTube※）タップダンスシチー 役[97]
- ぱかライブTV Vol.33（2023年9月28日、 YouTube※）タップダンスシチー 役[98]
- ぱかライブTV Vol.51（2025年3月29日、YouTube※）タップダンスシチー 役[99]

### 舞台
- 勇者セイヤンの物語（仮）（2017年11月11日 - 12日、CBGKシブゲキ!!）[100] - キャメロン 役

### 朗読劇
- 思春期ビターチェンジ（2019年10月18日 - 19日、築地本願寺ブディストホール） - 大塚結依 役[101]）

- わたしの言葉はどこへいく（2021年11月6日 - 7日、R'sアートコート（労音大久保会館）） - 一ノ瀬彩羽 役
- デストルドー9 クローゼット・ドラマ 復讐の婚礼（2022年4月9日 - 10日、座・高円寺2） - 竺沙なずな 役[102]
- キミに贈る朗読会 特別編「～約束のバレンタイン～」（2023年2月11日、MsmileBOX渋谷[103]）
- ★KIRAKIRA VOICE LAND VOL.55★ Reading Cinema2023 MORGUE×CHRONICLE XXVI -Rouge ver- Rapunzel 終わらない螺旋の先へとー（2023年4月8日 - 9日、キーノート・シアター） - メラース、アンゼリカ 役[104]
- 第1回ベルガモ朗読祭（2024年8月26日、高円寺StudioK）[105]

### 映像作品
- Tokyo 7th シスターズ 1st Anniversary Live Blu-ray/DVD『 t7s 1st Anniversary Live in Zepp Tokyo 15'→34'「H-A-J-I-M-A-L-I-V-E-!!」』（2015年10月）春日部ハル 役[106]
- Tokyo 7th シスターズ 2nd Live Blu-ray『t7s 2nd Anniversary Live 16'→30'→34' -INTO THE 2ND GEAR-』(2017年1月)春日部ハル 役[107]
- t7s 3rd Anniversary Live 17’→XX -CHAIN THE BLOSSOM- in Makuhari Messe（2017年9月）春日部ハル 役[108]
- 温泉むすめ SPRiNGS 2nd LIVE BD NOW ON☆SENSATION!! Vol.2 〜聖夜にワッチョイナ!!〜（2018年4月）道後泉海 役[109]
- 温泉むすめ 3rd LIVE “NOW ON☆SENSATION!! Vol.3”〜ワイワイワッチョイナ！！〜（2018年12月）道後泉海 役[110]
- Tokyo 7th Sisters Memorial Live in NIPPON BUDOKAN “Melody in the Pocket”（2019年2月）春日部ハル 役[111]
- t7s 4th Anniversary Live -FES!! AND YOUR LIGHT- in Makuhari Messe（2019年7月）春日部ハル 役[112]
- t7s 5th Anniversary Live -SEASON OF LOVE- in Makuhari Messe（2020年3月）春日部ハル 役[113]
- Tokyo 7th シスターズ Live - NANASUTA L-I-V-E!! - in PIA ARENA MM（2022年2月）春日部ハル 役[114]
- Tokyo 7th シスターズ Live NANASUTA L-I-V-E!! - Many merry party - in TOKYO DOME CITY HALL（2022年7月）春日部ハル 役[115]
- Tokyo 7th シスターズ 6+7+8th Anniversary Live Along the way（2023年10月）春日部ハル 役[116]

### CM
- ウチの夏フェス2015!AT-X声優バラエティ祭り[117]
- 松尾製作所「未来を創る一員」篇（2024年9月、東海テレビ・フジテレビ系）[118][119]

### その他コンテンツ
- DAM『あにそんボーカル』「オトモダチフィルム」[120][121]
- エンターテイメントフェスティバル　Miracle FIVE（2022年9月17日、めぐろパーシモンホール 大ホール［東京都］）MC[122]
- ボイスドラマ「ぬいぐるみになあれ3」（2024年、林堂の姉[123]）
- サンセルモ presents 結婚式は あいのなか で #266・#267（2024年5月4日・11日、超!A&G+、YouTube）[124]

## ディスコグラフィ

### キャラクターソング
| 発売日   | 商品名                                                                         | 歌 | 楽曲                                                                                          | 備考                                                          |
| 2014年   | 2014年                                                                         | 2014年 | 2014年                                                                                        | 2014年                                                        |
| -------- | ------------------------------------------------------------------------------ | --- | --------------------------------------------------------------------------------------------- | ------------------------------------------------------------- |
| 12月28日 | t7s Longing for summer                                                         | WITCH NUMBER 4 | 「PRIZM♪RIZM」                                                                                | ゲーム『Tokyo 7th シスターズ』関連曲                          |
| 2015年   |                                                                                | |                                                                                               |                                                               |
| 5月20日  | H-A-J-I-M-A-L-B-U-M-!!                                                         | 777☆SISTERS | 「H-A-J-I-M-A-R-I-U-T-A-!!」 「Cocoro Magical」 「KILL☆ER☆TUNE☆R」                            | ゲーム『Tokyo 7th シスターズ』関連曲                          |
| 5月20日  | H-A-J-I-M-A-L-B-U-M-!!                                                         | WITCH NUMBER 4 | 「SAKURA」                                                                                    | ゲーム『Tokyo 7th シスターズ』関連曲                          |
| 7月29日  | 僕らは青空になる/FUNBARE☆RUNNER                                                | 777☆SISTERS | 「僕らは青空になる」 「FUNBARE☆RUNNER」                                                       | ゲーム『Tokyo 7th シスターズ』関連曲                          |
| 11月18日 | TVアニメ『モンスター娘のいる日常』オリジナル・サウンドトラック                 | ANM48 | 「エブリデイけもみみ」 「狩りたかった」                                                       | テレビアニメ『モンスター娘のいる日常』挿入歌                  |
| 12月9日  | Snow in “I love you”                                                           | 777☆SISTERS | 「Snow in “I love you”」                                                                      | ゲーム『Tokyo 7th シスターズ』関連曲                          |
| 12月9日  | Snow in “I love you”                                                           | はる☆ジカ（ちいさな） | 「ハネ☆る!!」                                                                                 | ゲーム『Tokyo 7th シスターズ』関連曲                          |
| 2016年   |                                                                                | |                                                                                               |                                                               |
| 4月27日  | 日常の魔法                                                                     | 木幡真琴（篠田みなみ）、倉本千夏（鈴木絵理） | 「日常の魔法」                                                                                | テレビアニメ『ふらいんぐうぃっち』エンディングテーマ          |
| 4月27日  | 日常の魔法                                                                     | 木幡真琴（篠田みなみ） | 「あしたもあした」                                                                            | ショートムービー『ふらいんぐうぃっち ぷち』エンディングテーマ |
| 2017年   |                                                                                | |                                                                                               |                                                               |
| 3月22日  | 亜人ちゃんは語りたい 1 特典CD：キャラクターソング集                            | 町京子（篠田みなみ） | 「告白」                                                                                      | テレビアニメ『亜人ちゃんは語りたい』関連曲                    |
| 4月19日  | t7s Longing for summer Again And Again 〜ハルカゼ〜                            | 777☆SISTERS | 「ハルカゼ〜You were here〜」                                                                 | ゲーム『Tokyo 7th シスターズ』関連曲                          |
| 7月26日  | ユノハナプロローグ                                                             | SPRiNGS | 「未来イマジネーション！」 「70億分の9の奇跡」 「青春サイダー」 「Ambition」 「粉雪フレンズ」 | 『温泉むすめ』関連曲                                          |
| 7月26日  | 追憶カレイドスコープ                                                           | SPRiNGS | 「純情-SAKURA-」 「さよなら花火」                                                             | 『温泉むすめ』関連曲                                          |
| 7月26日  | 追憶カレイドスコープ                                                           | SPicA | 「おはようジャポニカ」                                                                        | 『温泉むすめ』関連曲                                          |
| 8月13日  | スタートライン/STAY☆GOLD                                                       | 777☆SISTERS | 「スタートライン」 「STAY☆GOLD」                                                              | ゲーム『Tokyo 7th シスターズ』関連曲                          |
| 11月15日 | Hop Step Jump!                                                                 | SPRiNGS | 「Hop Step Jump!」 「おんくり」                                                               | 『温泉むすめ』関連曲                                          |
| 2018年   |                                                                                | |                                                                                               |                                                               |
| 4月4日   | いつらのうたこゑ                                                               | ぁ（大地葉）、ぃ（篠田みなみ） | 「好奇心モンスター」                                                                          | 『ひらがな男子』関連曲                                        |
| 7月4日   | THE STRAIGHT LIGHT                                                             | WITCH NUMBER 4 | 「星屑☆シーカー」                                                                             | ゲーム『Tokyo 7th シスターズ』関連曲                          |
| 7月4日   | THE STRAIGHT LIGHT                                                             | はる☆ジカ（ちいさな） | 「SHAKE!!〜フリフリしちゃえ〜」                                                               | ゲーム『Tokyo 7th シスターズ』関連曲                          |
| 10月10日 | MELODY IN THE POCKET                                                           | 777☆SISTERS | 「MELODY IN THE POCKET」                                                                      | ゲーム『Tokyo 7th シスターズ』関連曲                          |
| 2019年   |                                                                                | |                                                                                               |                                                               |
| 4月17日  | 百華繚乱                                                                       | SAMONJI | 「刀身をやさしくタップ♡」                                                                     | ゲーム『天華百剣 -斬-』関連曲                                 |
| 6月19日  | NATSUKAGE -夏陰-                                                               | 777☆SISTERS | 「NATSUKAGE -夏陰-」 「夏のビードロ☆シンフォニー」                                            | ゲーム『Tokyo 7th シスターズ』関連曲                          |
| 10月16日 | 温泉むすめコンプリートアルバム Vol.1                                           | SPRiNGS | 「湯夢色バトン」                                                                              | 『温泉むすめ』関連曲                                          |
| 10月16日 | 温泉むすめコンプリートアルバム Vol.3                                           | 道後泉海（篠田みなみ） | 「うぇるかむ to ONSEN!!」                                                                     | 『温泉むすめ』関連曲                                          |
| 2020年   |                                                                                | |                                                                                               |                                                               |
| 4月29日  | 百華繚乱 弐                                                                    | SAMONJI | 「GO-MA-N-E-TSU」                                                                             | ゲーム『天華百剣 -斬-』関連曲                                 |
| 11月25日 | Across the Rainbow                                                             | 777☆SISTERS | 「Across the Rainbow」 「リボン」                                                             | ゲーム『Tokyo 7th シスターズ』関連曲                          |
| 11月25日 | Across the Rainbow                                                             | 777☆SISTERS | 「Departures -あしたの歌-」                                                                   | アニメ『Tokyo 7th シスターズ -僕らは青空になる-』主題歌       |
| 2021年   |                                                                                | |                                                                                               |                                                               |
| 8月25日  | Summer of t7s                                                                  | 春日部ハル（篠田みなみ） | 「またあした〜Memorial Ver.〜」                                                               | ゲーム『Tokyo 7th シスターズ』関連曲                          |
| 2022年   |                                                                                | |                                                                                               |                                                               |
| 11月16日 | Make our sound                                                                 | Tokyo 7th シスターズ | 「Make our sound」                                                                            | ゲーム『Tokyo 7th シスターズ』関連曲                          |
| 11月16日 | Along the way                                                                  | Tokyo 7th シスターズ | 「Along the way」                                                                             | ゲーム『Tokyo 7th シスターズ』関連曲                          |
| 2023年   |                                                                                | |                                                                                               |                                                               |
| 9月13日  | ウマ娘 プリティーダービー WINNING LIVE 14                                      | ゴールドシップ（上田瞳）、ウオッカ（大橋彩香）、エルコンドルパサー（髙橋ミナミ）、マンハッタンカフェ（小倉唯）、エアシャカール（津田美波）、エイシンフラッシュ（藤野彩水）、ナカヤマフェスタ（下地紫野）、サトノダイヤモンド（立花日菜）、キタサンブラック（矢野妃菜喜）、シリウスシンボリ（ファイルーズあい）、サクラローレル（真野美月）、ネオユニヴァース（白石晴香）、タップダンスシチー（篠田みなみ） | 「L’Arc de gloire」                                                                           | ゲーム『ウマ娘 プリティーダービー』関連曲                     |
| 9月13日  | ウマ娘 プリティーダービー WINNING LIVE 14                                      | タップダンスシチー（篠田みなみ） | 「DANCE! DANCE! "ROMAN"」                                                                     | ゲーム『ウマ娘 プリティーダービー』関連曲                     |
| 9月13日  | ウマ娘 プリティーダービー WINNING LIVE 14                                      | ゴールドシップ（上田瞳）、ウオッカ（大橋彩香）、エルコンドルパサー（髙橋ミナミ）、マンハッタンカフェ（小倉唯）、エアシャカール（津田美波）、エイシンフラッシュ（藤野彩水）、ゴールドシチー（香坂さき）、トーセンジョーダン（鈴木絵理）、ナカヤマフェスタ（下地紫野）、メジロパーマー（のぐちゆり）、ダイタクヘリオス（山根綺）、サトノダイヤモンド（立花日菜）、キタサンブラック（矢野妃菜喜）、シリウスシンボリ（ファイルーズあい）、サクラローレル（真野美月）、ネオユニヴァース（白石晴香）、タップダンスシチー（篠田みなみ） | 「うまぴょい伝説」                                                                            | ゲーム『ウマ娘 プリティーダービー』関連曲                     |
| 2024年   |                                                                                | |                                                                                               |                                                               |
| 8月31日  | ウマ娘 プリティーダービー Solo Vocal Tracks Vol.10 Twinkle Circle! in HAKODATE | タップダンスシチー（篠田みなみ） | 「L'Arc de gloire（Game Size）」                                                              | ゲーム『ウマ娘 プリティーダービー』関連曲                     |

## ライブ・イベント

### 音楽ライブ
2015年
- Tokyo 7th シスターズ 1st Anniversary Live 15’→34’ H-A-J-I-M-A-L-I-V-E-!!（5月31日、Zepp Tokyo）春日部ハル 役

2016年
- Tokyo 7th シスターズ 2nd Live 16'→30'→34' -INTO THE 2ND GEAR-（8月21日、パシフィコ横浜）春日部ハル 役

2017年
- t7s LIVE -INTO THE 2ND GEAR 2.5- （1月15日、なんばHatch）春日部ハル 役
- t7s 3rd Anniversary Live 17’→XX -CHAIN THE BLOSSOM- in Makuhari Messe（4月22日 - 23日、幕張メッセ）春日部ハル 役

2018年
- Tokyo 7th シスターズ メモリアルライブ 『Melody in the Pocket』 in 日本武道館（7月20日、日本武道館）春日部ハル 役
- Tokyo 7th シスターズ  4th Anniversary Live -FES!! AND YOUR LIGHT- in Makuhari Messe（10月20日 - 21日、幕張メッセ）春日部ハル 役

2019年
- Tokyo 7th シスターズ 5th Anniversary Live -SEASON OF LOVE- in Makuhari Messe（7月13日 - 14日、幕張メッセ）春日部ハル 役

2021年
- Tokyo 7th シスターズ Live - NANASUTA L-I-V-E!! - in PIA ARENA MM（7月3日 - 4日、ぴあアリーナMM）春日部ハル 役
- Tokyo 7th シスターズ Live NANASUTA L-I-V-E!! - Many merry party - in TOKYO DOME CITY HALL（12月19日、TOKYO DOME CITY HALL）春日部ハル 役

2022年
- Animelo Summer Live 2022 -Sparkle-（8月28日、さいたまスーパーアリーナ）春日部ハル 役
- Tokyo 7th シスターズ 6+7+8th Anniversary Live Along the way（11月19日 - 20日、幕張メッセ、2022年12月18日、ぴあアリーナMM）春日部ハル 役

2023年
- ウマ娘 プリティーダービー 5th EVENT ARENA TOUR GO BEYOND-WISH-（7月15・16日、ぴあアリーナMM）- タップダンスシチー 役
- ウマ娘 プリティーダービー 5th EVENT ARENA TOUR GO BEYOND-GAZE-（9月16日・17日、ポートメッセなごや 第1展示館）- タップダンスシチー 役
- Tokyo 7th Sisters VISUALIVE NANASUTA MINI LIVE starring WITCH NUMBER 4（11月24日 - 26日、Mixalive TOKYO Hall Mixa）春日部ハル 役

2024年
- ウマ娘 プリティーダービー 5th EVENT ARENA TOUR GO BEYOND - NEW GATE （3月22日、大阪城ホール） - タップダンスシチー 役
- Tokyo 7th Sisters LIVE 「DIVE TO YOUR SKY!!」（8月17日 - 18日、幕張イベントホール〈千葉県〉）春日部ハル 役

2025年
- 温泉むすめ ライブ「FUSION☆FUSION!!」（3月15日、飛行船シアター）道後泉海 役
- 温泉むすめ 5th LIVE（12月28日、ところざわサクラタウンジャパンパビリオン ホールA）道後泉海 役

### イベント
2018年
- 大地・みなみのカレーチャーハン オフ会 inKOBE 〜カレチャが神戸で草生やす〜（7月22日、KFMホール・イオ〈兵庫県〉）

2019年
- 大地・みなみのカレーチャーハン オフ会 in TOKYO ～猪突猛進　オタク前進～（1月20日、星陵会館ホール〈東京都〉）
- 大地・みなみのカレーチャーハン オフ会 in KOBE ～OTA,SUmmer COllection 2019～（8月25日、神戸ファッション美術館　オルビスホール〈兵庫県〉）

2020年
- 「大地・みなみのカレーチャーハン オフ会 in TOKYO」ひみつの・課外授業 ～科学編～（1月26日、サイエンスホール〈東京都〉）

2021年
- 大地・みなみのカレーチャーハン オフ会 in TOKYO 〜オタク・ミーツ・オタク〜（8月28日、全電通労働会館全電通ホール〈東京都〉）

2022年
- 大地・みなみのカレーチャーハン オフ会 in TOKYO ～集え！我らのユートピア～（4月23日、サイエンスホール〈東京都〉）

2024年
- 激情版カレーチャーハン ～残響～（4月7日、シダックスカルチャーホール〈東京都〉）
- 篠田みなみ30th NEN-PYO（7月14日、代々木WOOFER〈東京都〉）
- 「篠田みなみのフリーだし」フリだしサマーフェスティバル2024（8月4日、中野セントラルパークカンファレンスホールC〈東京都〉）
- ウマ娘 プリティーダービー Twinkle Circle! in AICHI（9月28日 - 29日、Aichi Sky Expo ホールA〈愛知県〉）タップダンスシチー 役
- Maisen Music FES 2024 All My FAVS are in Summer【DAY4・第2部】（10月6日、ミクサライブ東京 Theater Mixa 〈東京都〉） 
- ひのとあおいの同窓会（10月27日、新宿LOFT PLUS ONE〈東京都〉）

2025年
- 篠田みなみの新年もフリーだし！（1月13日、高円寺StudioK 2階〈東京都〉）
- 大村綾人のラジオ業界オモテ話（3月30日、A Talk Club WOOFER〈東京都〉）
- 「篠田みなみのフリーだし！」フリだしサマーフェスティバル2025（7月13日、高円寺StudioK〈東京都〉）
- 『温泉むすめ 』ラジオ「沸く沸く ぽっかぽか♨すてーしょん ご湯っくり～」公開録音イベント（2025年9月7日、横浜情報文化センター）道後泉海 役